# قائمة رؤساء الصومال
رئيس الصومال هو مسمى أعلى سلطة تنفيذية في الصومال (بالصومالية: Madaxaweynaha Soomaaliya) تعاقب 9 رؤساء على هذا المنصب منذ استقلال الصومال عام 1960. أول رئيس كان آدم عبد الله عثمان والرئيس الحالي هو حسن شيخ محمود.

## رؤساء الصومال
| الاسم (الميلاد – الوفاة)                               | الاسم (الميلاد – الوفاة)                  | صورة | فترة الرئاسة | فترة الرئاسة   | فترة الرئاسة            | فترة الرئاسة      | الحزب السياسي                           |
| الاسم (الميلاد – الوفاة)                               | الاسم (الميلاد – الوفاة)                  | صورة | انتخابات عام | من             | إلى                     | المدة الزمنية     | الحزب السياسي                           |
| ------------------------------------------------------ | ----------------------------------------- | ---- | ------------ | -------------- | ----------------------- | ----------------- | --------------------------------------- |
| • الجمهورية الصومالية (1960–1969) •                    |                                           |      |              |                |                         |                   |                                         |
| 1                                                      | آدم عبد الله عثمان (1908–2007)            |      | 1960         | 1 يوليو 1960   | 10 يونيو 1967           | 6 سنوات و344 أيام | رابطة الشباب الصومالية                  |
| 2                                                      | عبد الرشيد علي شارماركي (1919–1969)       |      | 1967         | 10 يونيو 1967  | 15 أكتوبر 1969 (أُغتِيل)  | 2 سنوات و127 أيام | رابطة الشباب الصومالية                  |
| —                                                      | مختار محمد حسين قائم بأعمال (1912–2012)   |      | —            | 15 أكتوبر 1969 | 21 أكتوبر 1969 (خُلع)    | 6 أيام            | رابطة الشباب الصومالية                  |
| • جمهورية الصومال الديمقراطية (1969–1991) •            |                                           |      |              |                |                         |                   |                                         |
| 3                                                      | محمد سياد بري (1919–1995)                 |      | 1979 1986    | 21 أكتوبر 1969 | 26 يناير 1991 (خُلِع)     | 21 سنوات و97 أيام | عسكري / الحزب الاشتراكي الثوري الصومالي |
| • الحكومة المؤقتة الصومالية (1991–1997) •              |                                           |      |              |                |                         |                   |                                         |
| 4                                                      | علي مهدي محمد (1939–2021)                 |      | 1991         | 27 يناير 1991  | 3 يناير 1997            | 5 سنوات و342 أيام | المؤتمر الصومالي الموحد                 |
| شاغر (3 يناير 1997–27 أغسطس 2000)                      |                                           |      |              |                |                         |                   |                                         |
| • الحكومة الوطنية الانتقالية الصومالية (2000–2004) •   |                                           |      |              |                |                         |                   |                                         |
| 5                                                      | عبد القاسم صلاد حسن (1941–)               |      | 2000         | 27 أغسطس 2000  | 14 أكتوبر 2004          | 4 سنوات و48 أيام  | مستقل                                   |
| • الحكومة الاتحادية الانتقالية الصومالية (2004–2012) • |                                           |      |              |                |                         |                   |                                         |
| 6                                                      | عبد الله يوسف أحمد (1934–2012)            |      | 2004         | 14 أكتوبر 2004 | 29 ديسمبر 2008 (استقال) | 4 سنوات و76 أيام  | مستقل                                   |
| —                                                      | آدم محمد نور مدوبي قائم بأعمال (ق. 1957–) |      | —            | 29 ديسمبر 2008 | 31 يناير 2009           | 33 أيام           | جيش رحانوين للمقاومة                    |
| 7                                                      | شريف شيخ أحمد (1967–)                     |      | 2009         | 31 يناير 2009  | 20 أغسطس 2012           | 3 سنوات و202 أيام | تحالف إعادة تحرير الصومال               |
| • حكومة الصومال الاتحادية (2012–الآن) •                |                                           |      |              |                |                         |                   |                                         |
| —                                                      | موسى حسن شيخ قائم بأعمال (1939–)          |      | —            | 20 أغسطس 2012  | 28 أغسطس 2012           | 8 أيام            | مستقل                                   |
| —                                                      | محمد عثمان الجواري قائم بأعمال (1945–)    |      | —            | 28 أغسطس 2012  | 16 سبتمبر 2012          | 19 أيام           | مستقل                                   |
| 8                                                      | حسن شيخ محمود (1955–)                     |      | 2012         | 16 سبتمبر 2012 | 16 فبراير 2017          | 4 سنوات و153 أيام | حزب السلام والتنمية                     |
| 9                                                      | محمد عبد الله محمد فرماجو (1962–)         |      | 2017         | 16 فبراير 2017 | 14 مايو 2022            | 5 سنوات و87 أيام  | حزب تاو                                 |
| 10                                                     | حسن شيخ محمود (1955–)                     |      | 2022         | 15 مايو 2022   |                         | 3 سنوات و86 أيام  | حزب السلام والتنمية                     |